# موران-سولنیر ام‌اس.۱۵۰۰
موران-سولنیر ام‌اس. ۱۵۰۰ (به انگلیسی: Morane-Saulnier_Epervier) یک هواگرد ملخ‌پیشین تک‌موتوره از نوع هواگرد تهاجمی and هواپیمای تجسسی monoplane ساخت شرکت Morane-Saulnier است. هواگرد موران-سولنیر ام‌اس. ۱۵۰۰ نخستین پروازش را در ۱۲ مه ۱۹۵۸ میلادی انجام داد. در مجموع، تعداد ۲ فروند از این هواگرد ساخته شده‌است.